# Hieracium guilielmi
Hieracium guilielmi es una especie de planta con flor del género Hieracium, de la familia Asteraceae, orden Asterales.

## Distribución
Hieracium guilielmi se distribuye por Suecia.

## Taxonomía
Fue descrita científicamente por Johanss. & Sam.
Tratamiento taxonómico
La especie aparece registrada y publicada en Bot. Not.